# Xã Greenwood, Quận McHenry, Illinois
Xã Greenwood (tiếng Anh: Greenwood Township) là một xã thuộc quận McHenry, tiểu bang Illinois, Hoa Kỳ. Năm 2010, dân số của xã này là 13.990 người.